# RV Atlantis
Pour les articles homonymes, voir Atlantis.
RV Atlantis est un voilier qui a été le premier et également le principal navire de recherche de l'Institut océanographique de Woods Hole aux États-Unis de 1931 à 1964.
L’ancien Atlantis est devenu en 1966  El Austral, un voilier argentin qui a servi de navire de recherche océanographique du Conseil national de la recherche scientifique et technique (CONICET) avec un équipage de la Marine argentine de 1966 à 1996. Puis il a été immatriculé en tant que navire civil sous le nom de Dr. Bernardo Houssay pour la Préfecture navale argentine. Ayant parcouru plus de 1 300 000 milles à ce jour, il est le plus ancien navire de recherche océanographique en service au monde.

## Histoire
Atlantis a été le premier navire de recherche de la Woods Hole Oceanographic Institution et le premier navire construit spécifiquement pour la recherche interdisciplinaire en biologie marine, en géologie marine et en océanographie physique. Le Ketch Marconi, de 460 tonnes, transportait à l'origine un équipage de 17 personnes et pouvait accueillir 5 scientifiques.
L’utilisation d’un fishfinder (en) à enregistrement continu pour la croisière n° 150 du RV Atlantis a permis à Ivan Tolstoï, William Maurice Ewing et d’autres scientifiques de la Woods Hole Oceanographic Institution de localiser et de décrire la première plaine abyssale de l’été 1947. Cette plaine, située au sud de Terre-Neuve-et-Labrador, est maintenant connue comme la plaine abyssale de Sohm. À la suite de cette découverte, de nombreux autres exemples ont été trouvés dans tous les océans. Le RV Atlantis a effectué 299 croisières et parcouru 700 000 milles, faisant toutes les sortes de sciences océaniques.
En 1952, après une courte croisière en Méditerranée, l' Atlantis étudie en compagnie de l' Albatross III les courants équatoriaux de l'Atlantique, ce qui permet d'établir une carte des températures de l'Atlantique nord à 200 m de profondeur. En 1954, le navire procède de conserve avec le Bear à une étude de la fosse située au nord de Porto Rico et à une analyse des mesures du flux du Gulf Stream. 

### Service argentin
En 1966, Atlantis est vendue à l' Argentine, rénovée et renommée El Austral . Il a été utilisé comme navire de recherche par le CONICET, avec l’équipage du personnel de la marine argentine.
En 1996, il est immatriculé en tant que navire civil sous le nom de Dr. Bernardo Houssay et appartient à la préfecture de la marine argentine. Il a été révisé et rénové en 2009 au chantier naval de Tandanor à Buenos Aires .